# Mithridate de Pergame
Pour les articles homonymes, voir Mithridate.
Mithridate II de Pergame est un roi du Bosphore et de Colchide ayant régné de 47 à 45 av. J.-C.

## Origine
Mithridate est le fils du médecin-philosophe Sceptique célèbre de Pergame nommé Ménodote de Nicomède et il descend par sa mère Adobogiona l'Aînée (ou Adobogimai) des tétrarques galatesen tant que petit-fils de Déiotaros Philoromaios, tétrarque des Celtes Tolistobogiens. Il est toutefois considéré comme le fils illégitime du roi du Pont Mithridate VI, dont sa mère fut la concubine, qui le fait élever à sa cour puis dans son camp au cours de ses campagnes.
Il a une sœur nommée Adobogiona la Jeune, elle aussi fille de Mithridate VI et épouse de Castor Sæcondarius, roi des Galates, et mère de Deiotarus, dernier roi de Paphlagonie.

## Prétendant
En 64 av. J.-C., il reçoit la souveraineté sur sa ville natale.
En 48 av. J.-C., il obtient la faveur de Jules César en levant pour lui des troupes en Syrie et en Cilicie afin de renforcer l’armée du dictateur au moment de la guerre d’Alexandrie.
Il s’empare de Péluse mais il est arrêté lorsqu’il tente de traverser le Nil. Appuyé par un contingent venu de Judée mené par Antipater, le père d’Hérode Ier le Grand, il participe à la victoire finale sur Ptolémée XIII.
Mithridate de Pergame suit ensuite César lors de la campagne contre Pharnace II du Pont de 47 av. J.-C. Après la victoire des Romains, il reçoit de César le titre de tétrarque du chef de sa mère et celui de roi du Bosphore.
Mithridate de Pergame est tué dans un combat contre Asandros du Bosphore, vainqueur et successeur de Pharnace II, en tentant de conquérir le royaume qui lui a été concédé par César.